# حركة الجنس الإيجابي
حركة الجنس الإيجابي هي حركة اجتماعية وفلسفية، تسعى إلى تغيير المواقف والأحكام الثقافية حول الجنسانية، وتشجيع تعريف الجنسانية (بأساليب التعبير التي لا حصر لها) كجزء طبيعي وصحي من التجربة الإنسانية مع التركيز على أهمية السيادة على الذات وأساليب الجنس الآمن وممارسة الجنس بالتراضي (بعيدًا عن العنف والإكراه). يشمل كل جوانب الهوية الجنسية ومن بينها: التعبير الجندري والتوجه الجنسي والعلاقة مع الجسد (إيجابية التفكير حول الجسد، العريّ، حرية الاختيار)، حرية اختيار أسلوب العلاقة وحقوق الإنجاب، وأيّ شيء آخر جمعه المجتمع تحت ظله. الجنس الإيجابي هو «موقف تجاه الحياة الجنسية الإنسانية والذي يرى أن كل النشاطات الجنسية الطوعية هي في جوهرها جيدة وصحية، مُشجّعًا المتعة والتجارب الجنسية». تدعو حركة الجنس الإيجابي أيضًا إلى التثقيف الجنسي الشامل والجنس الآمن كجزء من حملتها. لا تقوم الحركة بشكل عام بتمييزات معنوية بين أنواع النشاطات الجنسية، باعتبارها أمورًا مرتبطة بالتفضيلات الشخصية.

## نظرة عامة
تُنسب مصطلحات ومفهوم الجنس الإيجابي (بالألمانية: sexuell positive) (أو الجنس المؤيَّد sex-affirmative والجنس السلبي - sex-negative ،sexuell negative) بشكل عام إلى فيلهلم رايش. كانت فرضيته تقول إن بعض المجتمعات ترى التعبير الجنسي بجوهره أمرًا صحيًّا وجيدًا، بينما تملك المجتمعات الأخرى بشكل عام نظرة سلبية عن الجنسانية وتسعى إلى كبت وضبط الشهوة الجنسية. استُخدمت مصطلحات أخرى لوصف هذا المفهوم منها pro-sex، pro-sexuality.
لا تقوم حركة الجنس الإيجابي، بشكل عام بتمييزات معنوية أو أخلاقية بين الممارسات الجنسية المغايرة والممارسات الجنسية المثليّة والاستمناء، باعتبار هذه الخيارات أمورًا مرتبطة بالتفضيلات الشخصية. تندرج حالات أخرى تحت ظل الجنس الإيجابي منها بي دي إس إم والعلاقات الحميمية المتعددة واللاجنسية. تُعنى حركة الجنس الإيجابي أيضًا بالتعليم الشامل والدقيق للثقافة الجنسية في المدارس.
حلل بعض أصحاب هذه النظرية الجنس الإيجابي من ناحية الترابط بين العرق/ الثقافة، الجندر، الجنسانية، الطبقة الاجتماعية، الجنسية (القومية)، القيم الروحية.

بسبب اتساع مفهوم حركة الجنس الإيجابي، كان من الصعب الوصول إلى اتفاق على تعريف مصطلح «الجنس الإيجابي». قُدّمت العديد من التعريفات الخاصة بالجنس الإيجابي من قِبل عالمة الجنس كارول كوين:
الجنس الإيجابي، مصطلح ظهر في الوعي الثقافي، هو تأكيد بسيط لكنه متشدد بأن كلًا منا ينمّي شغفه الخاص به في بيئة فريدة مختلفة، تقود إلى ملايين الأنواع من الميول الجنسية وليس إلى اثنين أو ثلاثة أو حتى نصف دزينة كما هو مُعتقد تقليديًّا. يحترم «الجنس الإيجابي» سماتنا الجنسية المميزة، حتى مع اعترفنا بأن بعضنا قد تضرر بثقافةٍ تحاول القضاء على الإمكانيات والاختلافات الجنسانية.
إنها الفلسفة الثقافية التي تفهم الجنسانية كقوة إيجابية فعليّة في حياة الفرد، ويمكنها -بالطبع- أن تكون متناقضة مع الجنس السلبي الذي يرى الجنس على أنه شائك ومخلّ وخطير. يسمح الجنس الإيجابي أو في الحقيقة يحتفي بالتنوع الجنساني وتكوين الرغبات والعلاقات المتعددة والخيارات الفردية المبنية على التراضي.

## تاريخ حركة الجنس الإيجابي
على صعيد الاستخدام العام، يستخدم مصطلح الحرية الجنسية لوصف حركة مجتمعية سياسية، شَهِدناها منذ الستينيات واستمرت في السبعينيات. على أي حال، استُخدم المصطلح منذ أواخر العشرينيات على الأقل وغالبًا ما يُعزى إلى تأثره بكتابات فرويد في مواضيع الحرية الجنسية والنفسية الجنسية، بالإضافة إلى فيلهليم رايش، الذي صاغ هذا المصطلح في الأصل.
في ستينيات القرن العشرين، بدأ التحول في أساليب تفكير الأشخاص حول الجنسانية يتحقق، مُعلنًا عن فترة من نزع التكيّفات المُسبقة الموروثة من الجيل القديم عند بعض الأوساط، ومُحدثًا قوانين جديدة للسلوك الجنسي، اندمج العديد منها منذ ذلك الحين مع التيار الشعبي.
روّجت فترة الستينيات أيضًا لثقافة جديدة من «الحب الحر» مع تبني ملايين الشبان اليافعين لأخلاقيات الهيبيز وتبشيرهم بقوة الحب وجمال الممارسة الجنسية كجزء طبيعي من الحياة العادية. يرى الهيبيون أن الممارسة الجنسية والجنسانية ظواهر بيولوجية طبيعية وينبغي ألّا تكون محرّمة ولا مكبوتة. عكست التغيرات في المواقف تصورًا بأن النظرات التقليدية حول الجنسانية كانت منافقة ومتطرفة (شوفينية).
فتحت الحرية الجنسية الباب أمام معنى جديد لاختبار الجنس المفتوح داخل وخارج الزواج وتحديد النسل وحبوب منع العمل المركبة والعريّ العلني وتحرير المثليين وتشريع قانونية الإجهاض، والتزاوج بين الأعراق المختلفة، والعودة إلى الولادة الطبيعية وحقوق المرأة والنسوية. لم ينتقد الهيبيون الملتزمون هؤلاء الذين اختاروا طريق «الحب الحر» وطريق «التحرر الجنسي».
في الثمانينيات وأواخر السبعينيات من القرن العشرين، استُغل الحائزون الجدد على الحرية الجنسية من قِبل الشركات الكبيرة التي تتطلع إلى الاستفادة من المجتمع المنفتح، مع بدء ظهور الإباحية.
يقول المؤرخ ديفيد آلين إن الثورة الجنسية كانت عصرًا «سيخرُج» حول ممارسة الجنس قبل الزواج، الاستمناء، التخيلات الشهوانية، استخدام الإباحية، والجنسانية.
دخل مصطلح الجنس الإيجابي لأول مرة للاستخدام في الولايات المتحدة في أواخر التسعينيات من القرن العشرين مع تأسيس مركز الجنس والثقافة في مدينة سان فرانسيسكو بولاية كاليفورنيا ومركز ثقافة الجنس الإيجابي في مدينة سياتل بولاية واشنطن. في عام 2009 انطلقت منظمة عالم الجنس الإيجابي في مدينة بورتلاند بولاية أوريغون. حتى تاريخ عام 2019 هناك أكثر من 16 فرعًا من المنظمة غير الربحية، في خمسة بلدان.

## معارضة حركة الجنس الإيجابي
بوجهة نظر مخالفة، يتخذ الجنس السلبي معاني محافظة للجنسانية البشرية. تحت هذا الشكل، يُعتبر الجنس قوة تخريبية إلّا إذا كانت تحت عقد الزواج. تصنف الأفعال الجنسية على أساس تراتبي هرميّ، إذ تقع المغايرة الجنسية تحت إطار الزواج في الأعلى، ويكون الاستمناء والمثلية الجنسية والأصناف الجنسانية الأخرى التي تنحرف عن التطلعات الجنسية بنظر المجتمع التقليدي أقرب إلى الأسفل. يُقال إن الطب والطب النفسي ساهما في الجنس السلبي، ربما لأنها حددا بعض أشكال الجنسانية المبينة في أسفل التراتبية على أنها حالات مَرضيّة.

## الجنس الإيجابي في القرن الواحد والعشرين
منذ أوائل القرن الواحد والعشرين، استمرت حركة الجنس الإيجابي بالاقتراب أكثر من التيار الشعبي، جعل ظهور مواقع التواصل الاجتماعي من الجنس الإيجابي أمرًا أكثر انفتاحًا وذلك بإعطاء مناصري هذه الحركة منصات لنشر معتقداتهم لجمهور كبير من التابعين. بتوسيع نطاق الحركة، أصبح الجنس الإيجابي شاملًا أنواع الجنس والجنسانية. وأصبح إلحاق الخزي (السخرية) من مجالات اهتمام حركة الجنس الإيجابي، مُشجعين الأشخاص ليكونوا أكثر انفتاحًا وقبولًا للتجارب المختلفة للبشر مع الجنس والجنسانية. كانت السخرية من الفتيات والنساء اللاتي يوحي مظهرهن بالحرية الجنسية، والسخرية من المغامرين جنسيًا والتوجه الجنسي جميعها تواجه تحديًّا من قِبل حركة الجنس الإيجابي في مسعى منها ليشعر كل الأشخاص بأنهم مدعومون ومشمولون داخل الحركة.
لعبت ثقافة البوب أيضًا دورًا كبيرًا في إدخال حركة الجنس الإيجابي ضمن التيار. تحدث المشاهير، ومنهم ليدي غاغا، وآمبير روز، وجيسيكا بييل، وكاميرون دياز، وتايلور سويفت وآخرون كثُر، على الملأ حول تجاربهم المتعلقة بإلحاق الخزي بهم، وحول الجنسانية والإهانة الجنسية وقبول الجسم والصحة الجنسية الكلية والمسؤولية الجنسية.
في عام 2018، بدأت فايسلاند، وهي محطة تلفزيونية أمريكية، تعرض سلسلة حول الجنس الإيجابي، إذ تستضيف كارلي سكيورتينو شخصًا دُعي بـ سلاتيفير.